# Hausjärvi
Hausjärvi este o comună din Finlanda.